# Bruce Albert
Bruce Albert é um antropólogo francês nascido no Marrocos, em 1952. É doutor em antropologia pela University de Paris X-Nanterre e pesquisador sênior do Institut de Recherche pour le Développement. Começou a trabalhar com os Yanomamis do Brasil em 1975. Participou da fundação da ONG Comissão Pró-Yanomami, em 1978, e participou por décadas da mobilização para a homologação da Terra Indígena Yanomami.
A partir de sua convivência de mais de 30 anos com o povo Yanomami e particularmente Davi Kopenawa Yanomami, Albert escreveu elaborou o livro A Queda do Céu com a transcrição das palavras do xamã Davi Kopenawa, recolhidas em gravações feitas ao longo do periodo de 1989 à 2000. O livro foi montado por solicitação de Davi, com a intenção de transmitir suas palavras e as palavras dos yanomamis aos 'Brancos' (Não-indígenas) do Brasil e mundo, para serem ouvidas e talvez conseguir pacificar a visão dos 'brancos' sobre a floresta. Foi publicado primeiro em francês e depois em português, recebendo ampla atenção.

## Obras
- Kopenawa, Davi, and Bruce Albert. A queda do céu: palavras de um xamã yanomami. Editora Companhia das Letras, 2019.
- Borofsky, Rob, and Bruce Albert. Yanomami: the fierce controversy and what we can learn from it. Vol. 12. Univ of California Press, 2005.
- Albert, Bruce. URIHI1: Terra, Economia e Saúde Yanomami. Universidade de Brasília, 1991.